# Устър
Вижте пояснителната страница за други значения на Устър.
Устър (на английски: Worcester, /ˈwʊstər/) е град в западна Англия, административен център на графство Устършър в региона Уест Мидландс. Населението му е около 103 769 души (2017 г.).
Разположен е на бреговете на река Севърн, на 39 km югозападно от центъра на град Бирмингам. Селището възниква през IV век пр.н.е., а през 1622 година става център на графство Устършър. През 18 век Устър става известен
с производството на порцелан, а през следващото столетие – и с известния устърски сос (сос Уорчестър).